# Georges de Gannes
Pour les articles homonymes, voir Gannes (homonymie).
Georges de Gannes, Seigneur de Montdidier baptisé à Dolus-le-Sec (Indre et Loire ) était aide-major de Trois-Rivières. Il avait un frère également engagé en Nouvelle-France, Jean-Baptiste de Gannes marié à Montréal à Marie-Thérèse Bouat.
En 1751 Georges de Gannes épousa à Montréal Marie-Françoise de Couagne, fille aînée du Sieur de Couagne, capitaine ingénieur à Louisbourg, et de Marie-Madeleine de Gannes de Falaise. La maison qu'il fit construire à Trois-Rivières, vers 1756, est aujourd'hui une des plus anciennes maisons du Canada.